# Торакотомія
Торакотомія (thoracotomia) (з грец. Thōrax + tomē = груди + розріз, розтин) — хірургічна операція розкриття плевральної порожнини через грудну стінку. Проводиться при захворюваннях і пошкодженнях органів грудної порожнини з метою їх обстеження, хірургічного лікування, а також для дренування при скупченні ексудату. В деяких випадках торакотомія використовується для операцій на органах верхньої половини живота, зокрема кардіальній частині шлунку. У залежності від місця розташування оперованого органу і вигляду патології розрізняють передню, задню, бічну, переднебоковую, задньобокову торакотомію, а також плевротомію, медіастинотомію, перікардотомію і їх комбінації. Також виділяють міжреберну торакотомію (thoracotomia intercostalis) яка здійснюється розрізом, проведеним по міжреберрю без перетинання або резекції ребер. Торакотомія проводиться під загальним знеболенням.